# Valburga (ime)
Valburga je žensko osebno ime.

## Izvor imena
Ime Ime Valburga izhaja iz nemškega imena Walburg z različicami Walburga, Walburge, Walpurga. Ta imena razlagajo kot zloženko iz starovisokonemških besed waltan v pomenu »vladati« in burg »zaščita, zavetje«.

## Različice imena
Valča, Valči, Valčika, Valčka, Vali

## Tujejezikovne različice imena
- pri Nemcih: Walburga, Walpurga

## Pogostost imena
Po podatkih Statističnega urada Republike Slovenije je bilo na dan 31. decembra 2007 v Sloveniji število ženskih oseb z imenom Valburga: 111.

## Osebni praznik
V koledarju je ime Valburga zapisano 25. februarja (Valburga, angleška redovnica, † 25. feb. 779).

## Zanimivost
- Po cerkvi sv. Valburge je poimenovan kraj (Sv.) Valburga, ljudsko Šentomprga pri Smledniku.
- V zvezi z Valburgo je pri Nemcih znana Valpurgina noč, to je noč čarovnic pred 1. majem.